# Бабинова
Ба́бинова (рос. Бабинова) — присілок у складі Далматовського району Курганської області, Росія. Входить до складу Тамакульської сільської ради.
Населення — 7 осіб (2010, 9 у 2002).
Національний склад станом на 2002 рік: росіяни — 89 %.